# Грозненская
Грозненская — станица Сунженского отдела Терского казачьего войска (позже Кизлярского отдела Терской области). Основана в 1851 году. В 1920 году была присоединена к городу Грозному.

## География
Располагалась на территории современного Заводского района города Грозного, ограниченная улицей Бейбулатова (Маяковского), проспектами Путина (Победы) и Исаева (Орджоникидзе) и железнодорожной веткой.

## История

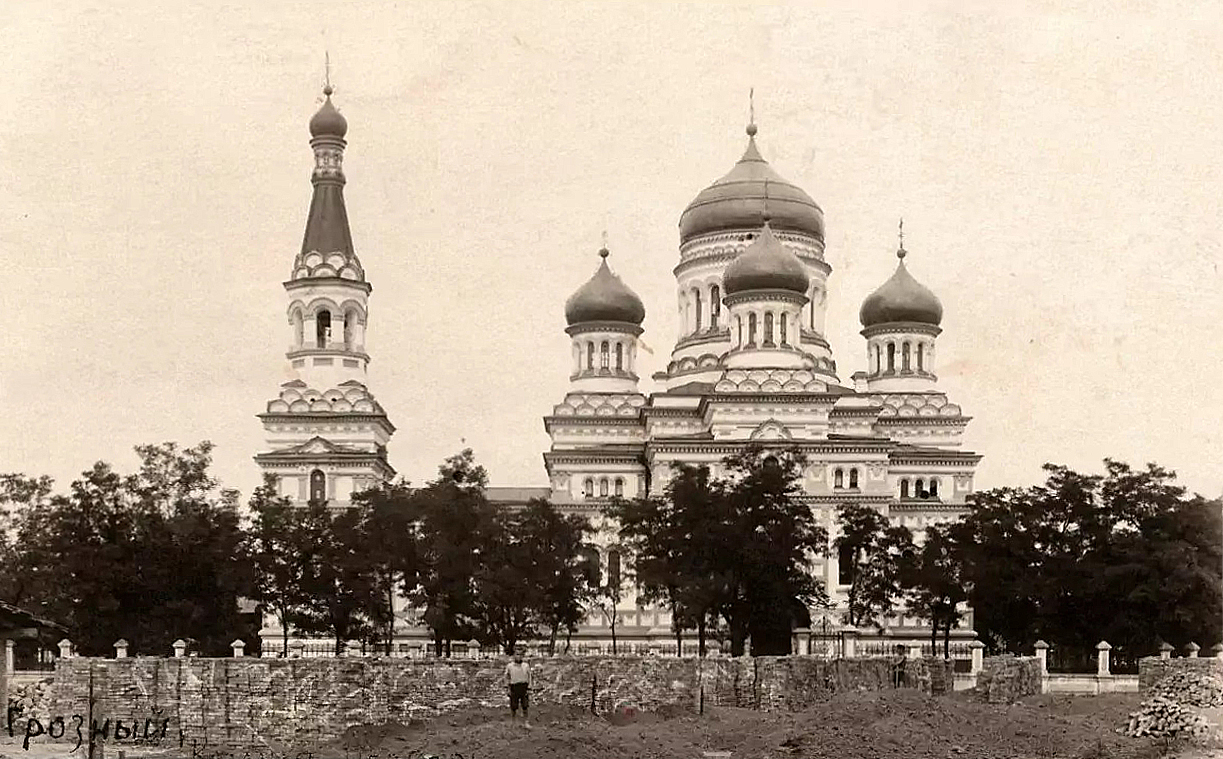
Храм Николая Чудотворца в Грозненской

В 1839 году у юго-западной стороны крепости Грозной образуется Грозненское военное поселение в котором поселяется 154 семьи отставных солдат Куринского полка. В 1851 году жители поселения зачисляют в казачье сословие, а поселение преобразуется в станицу Грозненскую. Первоначально станица относилась к Кавказскому линейному казачьему войску, а позже была включена во 2-й Сунженский казачий полк. Земли станицы граничили с запада с наделами станицы Ермоловской, на севере и востоке земли города Грозного (граница между городом и станице проходила по улице Граничная, ныне проспект Путина), с юга земли аула Алды (ныне микрорайон Черноречье).
К началу 1883 года в станице было 279 дворов, действовали церковь, правление, школа и земская почтовая станция.
В 1899—1902 годах на главной станичной улице Бульварной (ныне пр-т Исаева) на средства Терского казачьего войска был построен величественный собор Николая Чудотворца в русском стиле, ставший духовным центром станицы.
С 1915 года в станице действовал механический завод, собственниками которого были братья Иван и Герасим Лисициан.
В годы гражданской войны станица становится одним из центров казачьего восстания, после подавления которого в 1920 году станица была присоединена к городу. В 1932—1933 годах советские власти разрушили казачий собор.

## Население
В 1883 году в станице проживало 1594 человека, в том числе 814 мужчин и 780 женщин. В 1914 году — 3304 человека, в том числе 1638 мужчин и 1666 женщин.